# Rusiec (przystanek kolejowy)
Rusiec - przystanek kolejowy w Ruścu, w województwie wielkopolskim, w Polsce.
Obsługuje ruch towarowy. Położona na linii kolejowej z Gniezna do Nakła nad Notecią (będącą odcinkiem linii kolejowej nr 281).
Do II wojny światowej do stacji dochodziła kolej polowa, służąca do zwożenia płodów rolnych bezpośrednio z pól na rampę załadowczą.